# Vjačeslav Iljašenko
Vjačeslav Iljašenko (Вячеслав Валентинович Ильяшенко,  ukrajinec)* 5. června 1959, Kyjev, Ukrajina) je malíř, grafik a ilustrátor, potomek volyňských Čechů. V roce 1992 využil možnosti přesídlit s rodinou do České republiky.

## Život
Narodil v roce 1959 v Kyjevě na Ukrajině v rodině ředitele školy Valentina Iljašenka a jeho ženy Valentiny, která byla nakladatelskou pracovnicí. V roce 1982 vystudoval Grafickou akademii ve Lvově (Украинская академия печати (rusky); Українська академія друкарства (ukrajinsky)), fakultu knižní grafiky a designu. Potom pracoval v nakladatelství Politzdat Ukrajiny (Политиздат Украины (rusky)), později jako učitel výtvarné výchovy. V té době byl Kyjev zasažen následky Černobylské havárie. V roce 1992 využil možnost vystěhovat se do Československa, usadil se s rodinou v Polici nad Metují. Pracoval jako designér v textilce Veba a rovněž jako učitel výtvarných kurzů pro děti.
Později se rozvedl a přesídlil na Broumovsko. Zde vytvořil několik obrazů pro místní kostely a ilustroval knihy. Současně založil cestovní agenturu pro rusky mluvící turisty.
Později přesídlil do Prahy a od roku 2016 žije v Dobříši.

## Dílo

### Ilustrace
- Věra Kopecká: Nekonečný život : věnec sonetů, bibliofilie, broumov : vlastní náklad, 1998, ISBN 80-238-4078-9
- Olga Landová: Smutek se dědí, Praha : Městská knihovna v Praze, 2017, ISBN 978-80-7587-245-6

### Obrazy s náboženskou tematikou
- 1997 - Oltářní obraz svatého Jakuba Většího v kostele svatého Jakuba Většího v Ruprechticích
- 1999 - Oltářní obraz svatého Jiří a svatého Martina v kostele svatého Jiří a svatého Martina v Martínkovicích
- 2003 - Křížová cesta v kostele svatého Jakuba Většího v Kunraticích[3][4]

## Výstavy
Poprvé vytavoval již během studií ve Lvově. Uspořádal téměř 20 výstav na Ukrajině a v České republice, Polsku, Německu, Kanadě a v Holandsku. V České republice vystavoval například:
- 1996 Vjačeslav Iljašenko – grafika, Galerie Nový Svět, Praha - Hradčany[5]
- 2003 Vjačeslav Iljašenko – Perská červeň (obrazy, grafika), Galerie Vyšehrad, Praha[6]
- 2009 Vjačeslav Iljašenko – Les na druhé straně. Galerie Chodovská Tvrz - Malá galerie, Praha[7]

- 2017 Vjačeslav Iljašenko – grafika, akvarely a malba, Výstavní sál KD Dobříš, listopad - prosinec 2017[8]

## Galerie

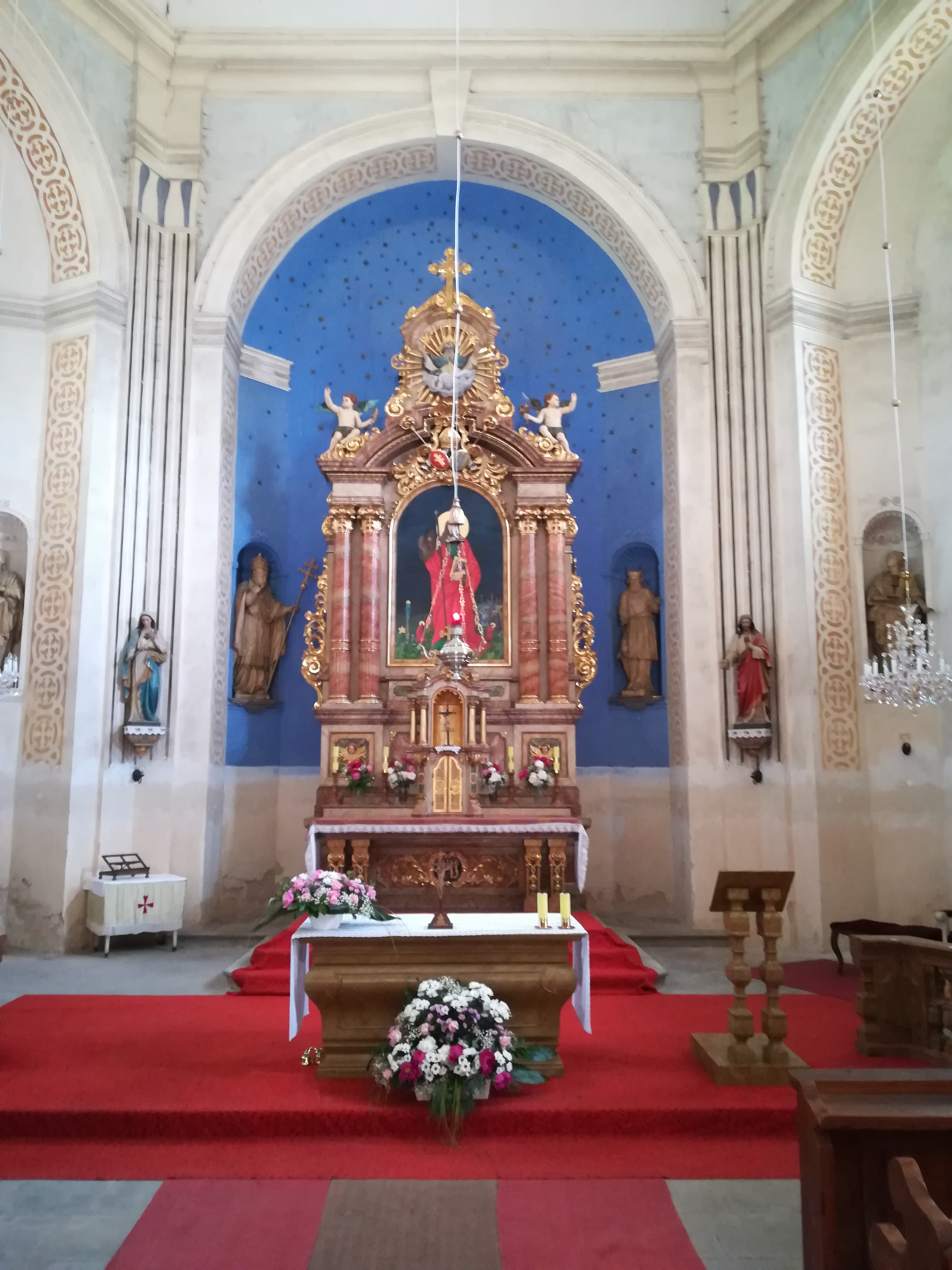
Oltářní obraz svatého Jakuba Většího v kostele svatého Jakuba Většího v Ruprechticích
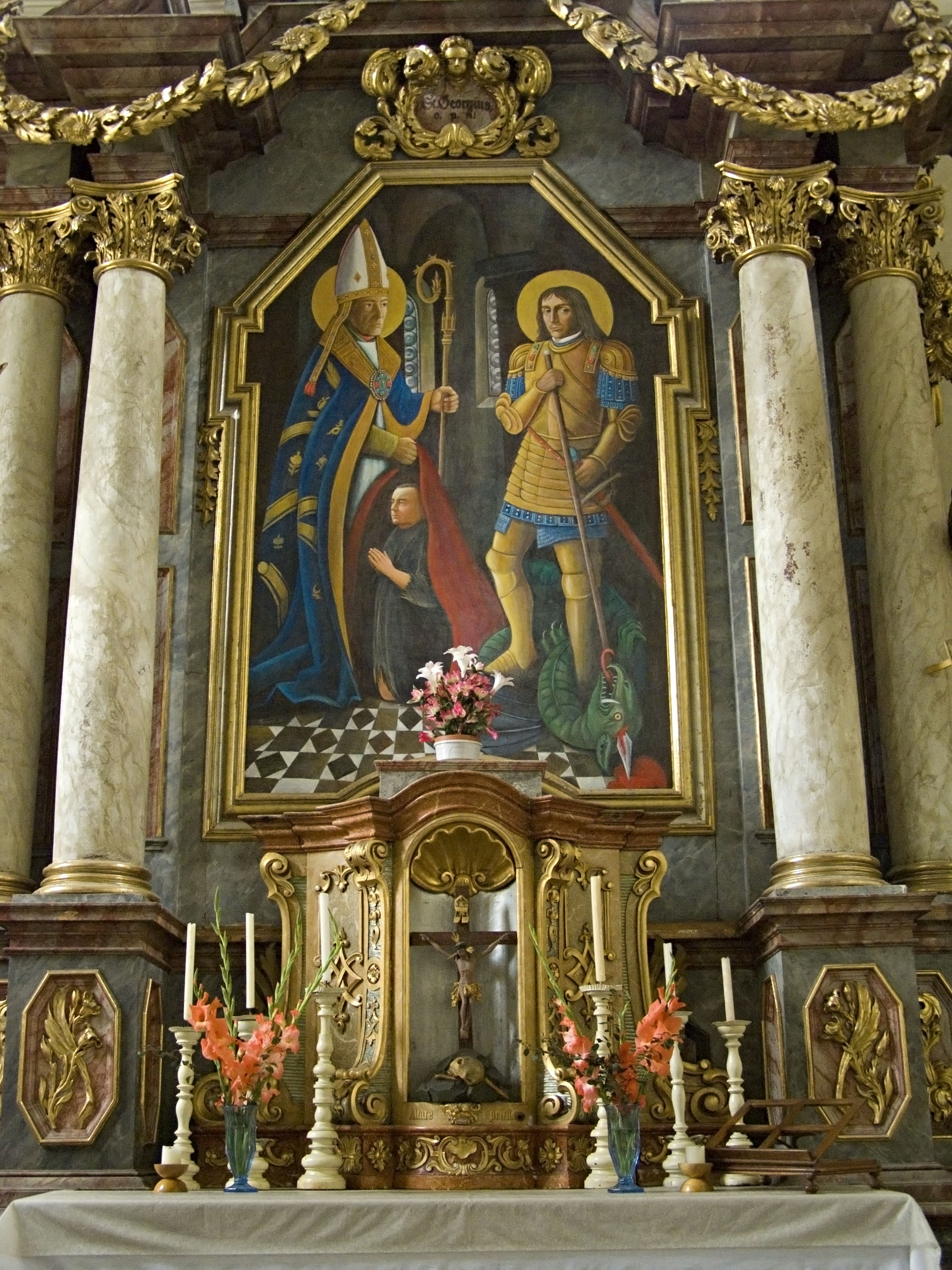
Oltářní obraz svatého Jiří a svatého Martina v kostele svatého Jiří a svatého Martina v Martínkovicích